# Nicolás Sánchez
Federico Nicolás Sánchez (* 26. října 1988 Tucumán) je ragbista hrající za argentinský klub Tucumán Lawn Tennis Club a argentinskou reprezentaci na pozici útokové spojky. V roce 2015 vyhrál s francouzským klubem Toulon Evropský pohár mistrů.
Je hráčem, který za Argentinu nasbíral nejvíce bodů v reprezentaci. Na MS 2015 nasbíral nejvíce bodů ze všech hráčů (97). V roce 2014 a 2018 nasbíral nejvíce bodů v reprezentační soutěži Rugby Championship. Dne 14.11.2020 se 25 body podílel nad historicky prvním vítězstvím (25:15) nad Novým Zélandem. Na MS 2023 proti Chile si připsal stý zápas za Argentinu.